# Campionat d'Astúries de futbol
El Campionat d'Astúries de futbol (també conegut com a Campionat Regional d'Astúries) fou la màxima competició futbolística disputada a Astúries de començament de segle xx.
Començà a disputar-se l'any 1916 i era classificatori pel Campionat d'Espanya.
La temporada 1931-32 es disputà un campionat conjunt amb el Campionat de Cantàbria de futbol anomenat Campionat Mancomunat Astur-Càntabre. La temporada 1935-36 es disputà un campionat conjunt amb el Campionat de Galícia de futbol anomenat Campionat Suprarregional Astur-Gallec, situat jeràrquicament per sobre dels campionats de Galícia i Astúries.

## Historial
Font:
| Campionat Mancomunat Astúries-Cantàbria   |
| Campionat Suprarregional Galícia-Astúries |

| Temporada | Campió                            | Subcampió                         | Refs  |
| --------- | --------------------------------- | --------------------------------- | ----- |
| 1916-17   | Real Sporting de Gijón (1)        | Stadium Club Avilesino            |       |
| 1917-18   | Real Sporting de Gijón (2)        | sense rivals                      |       |
| 1918-19   | Real Sporting de Gijón (3)        | UD Racing de Gijón                |       |
| 1919-20   | Real Sporting de Gijón (4)        | Real Stadium Club Ovetense        |       |
| 1920-21   | Real Sporting de Gijón (5)        | UD Racing de Gijón                |       |
| 1921-22   | Real Sporting de Gijón (6)        | UD Racing de Gijón                |       |
| 1922-23   | Real Sporting de Gijón (7)        | Real Stadium Club Ovetense        |       |
| 1923-24   | Real Sporting de Gijón (8)        | Club Deportivo Oviedo             |       |
| 1924-25   | Real Stadium Club Ovetense (1)    | Real Sporting de Gijón            |       |
| 1925-26   | Real Sporting de Gijón (9)        | Club Fortuna de Gijón             |       |
| 1926-27   | Real Sporting de Gijón (10)       | Club Fortuna de Gijón             |       |
| 1927-28   | Real Oviedo FC (1)                | Racing Club de Sama               |       |
| 1928-29   | Real Oviedo FC (2)                | Real Sporting de Gijón            |       |
| 1929-30   | Real Sporting de Gijón (11)       | Real Oviedo FC                    |       |
| 1930-31   | Real Sporting de Gijón (12)       | Real Oviedo FC                    |       |
| 1931-32   | Oviedo FC (3)                     | Sporting de Gijón                 |       |
| 1932-33   | Oviedo FC (4)                     | Sporting de Gijón                 |       |
| 1933-34   | Oviedo FC (5)                     | Sporting de Gijón                 |       |
| 1934-35   | Oviedo FC (6)                     | Sporting de Gijón                 | [ 7 ] |
| 1934-35   | Racing Club de Sama               | Sportiva Ovetense                 |       |
| 1935-36   | Oviedo FC (7)                     | Unión SC Vigo                     |       |
| 1935-36   | Racing Club de Sama               | CP La Felguera                    |       |
| 1936-37   | no es disputà per la guerra civil | no es disputà per la guerra civil |       |
| 1937-38   | no es disputà per la guerra civil | no es disputà per la guerra civil |       |
| 1938-39   | no es disputà per la guerra civil | no es disputà per la guerra civil |       |
| 1939-40   | Real Gijón (13)                   | Sportiva Ovetense                 |       |

1. ↑  Participaren en el campionat l'Sporting de Gijón i l'Stadium Avilesino. Havien de jugar 2 partits entre ells, però l'Stadium va demanar l'ajornament del partit, i la Federació no ho va concedir. Al final, la Federació designà campió l'Sporting de Gijón sense jugar cap partit.
2. ↑  L'Sporting de Gijón fou l'únic club que participà al campionat i fou declarat campió.
3. ↑  Es disputà el campionat mancomunat astur-càntabre, amb la participació de 4 equips asturians (Oviedo FC, Sporting de Gijón, Stadium Avilesino i Club Gijón) i 2 càntabres (Racing de Santander i Eclipse FC de Santander).
4. ↑  La temporada 1934-35 els equips gallecs i asturians disputaren el Campionat Suprarregional Galícia-Astúries, però problemes polítics a Astúries impediren que es completés. Finalment els equips asturians jugaren una fase asturiana del campionat que fou guanyada pel club Oviedo. El campionat d'Astúries fou disputat per equips de segona categoria.
5. ↑  La temporada 1935-36 es disputà el Campionat Suprarregional Galícia-Astúries guanyat per l'Oviedo FC per davant del club Unión Sporting Club gallec. El campionat d'Astúries fou disputat per equips de segona categoria.
6. ↑  L'Oviedo FC no va poder participar en aquest campionat a causa del mal estat del seu camp de futbol després de la guerra.

## Palmarès
- Real Sporting de Gijón: 13 títols (1916-17, 1917-18, 1918-19, 1919-20, 1920-21, 1921-22, 1922-23, 1923-24, 1925-26, 1926-27, 1929-30, 1930-31, 1939-40)
- Real Oviedo: 7 títols (1927-28, 1928-29, 1931-32, 1932-33, 1933-34, 1934-35, 1935-36)
- Real Stadium Club Ovetense: 1 títol (1924-25)